# مايك تيندال (لاعب كرة قدم)
مايكل تشادويك تيندال (بالإنجليزية: Mike Tindall)‏ (1941 - 2020)، كان لاعب كرة قدم إنجليزي محترف.
ولد في 5 أبريل 1941 بمدينة برمنغهام واشتهر بمسيرته مع نادي أستون فيلا.   كان موقعه لاعب وسط.
بعد أستون فيلا، انتقل إلى نادي والسول لفترة وجيزة  ثم لعب مع نادي تاموورث. كما لعب في الولايات المتحدة الأمريكية مع نيويورك. لعب تيندال لفريق شباب إنجلترا لكنه لم يمثل الفريق الأول. 
توفي تيندال في 11 أغسطس 2020 بعد معركة مع الخرف. 